# Myrmecozela kasachstanica
Myrmecozela kasachstanica är en fjärilsart som beskrevs av Aleksei Konstantinovich Zagulajev 1972. Myrmecozela kasachstanica ingår i släktet Myrmecozela och familjen äkta malar. Inga underarter finns listade i Catalogue of Life.